# Actitis
Actitis Illiger, 1811 è un piccolo genere di uccelli della famiglia Scolopacidae.

## Tassonomia
Comprende solo due specie:
- Actitis hypoleucos (Linnaeus, 1758) - piro-piro piccolo
- Actitis macularius (Linnaeus, 1766) - piro-piro macchiato